# Wait for Sleep
«Wait for Sleep» es la séptima canción del álbum de 1992 Images and Words, de la banda de metal progresivo Dream Theater.
La canción fue escrita por el exmiembro de la banda Kevin Moore y consiste en un dueto de piano (tocado por Moore) y el vocalista (en este caso James LaBrie).
La canción es tocada en el modo frigio de si y tiene un tono muy calmado, está en sintonía con el tema de la letra.
La letra habla de una mujer que lidia con sus temores mientras espera para dormir. La canción está escrita acerca de un amigo de Kevin quien estaba pasando por momentos difíciles y dudaba de su fe.

## Versiones
- En el DVD Images and Words: Live in Tokyo, aparece una versión con un arreglo para la banda entera.